# I Don't Feel Well
I Don't Feel Well è il secondo album in studio da solista del polistrumentista e cantante statunitense Josh Klinghoffer, pubblicato con lo pseudonimo Pluralone nel 2020.

## Tracce
1. Red Don't Feel – 4:34
2. The Night Won't Scare Me – 5:33
3. Carry – 3:44
4. The Report – 4:16
5. Steal Away – 4:12
6. Mother Nature – 4:29
7. Knowing You – 4:32
8. Plank – 4:49
9. Don't Have To – 3:25
10. I Hear You – 5:20

## Formazione
- Josh Klinghoffer – voce, chitarra, tastiera, basso, batteria
- Jack Irons – batteria (tracce 1-3, 8)
- Steven Shane McDonald – basso (6)
- Vanessa Freebairn-Smith – violoncello (5, 10)
- Paul Cartwright – violino (5, 8, 10)
- Andrew Duckles – viola (5, 8, 10)
- Billy Mohler – contrabbasso (5, 8, 10)